# Trichomonas vaginalis
Trichomonas vaginalis is een parasiet die de seksueel overdraagbare aandoening trichomoniasis veroorzaakt. Het is een protozoa die gebruikmaakt van anaerobe stofwisseling.
Recent onderzoek naar de genetische diversiteit van Trichomonas vaginalis heeft aangetoond dat er wereldwijd twee verschillende stammen van de parasiet zijn. Beide stammen komen evenveel voor. De twee stammen verschillen in het al dan niet aanwezig zijn van een Trichomonas vaginalis virus (TVV)-infectie. De TVV-infectie is klinisch relevant, omdat het TVV een effect heeft op de parasitaire resistentie tegen metronidazol, een eerstelijns medicatie tegen trichomoniasis

## Morfologie
Trichomonas vaginalis heeft slechts één morfologisch stadium, de trofozoït.
De trofozoït is ovaal of peervormig en heeft vijf flagellen. Ze is iets groter dan een witte bloedcel, 9 × 7 μm. De vijf flagellen zitten vast in de buurt van het cytostoom, waarvan er vier bij elkaar zitten aan de buitenkant van de cel. De vijfde flagel buigt naar achteren langs de buitenkant van de trofozoït. De functie van deze flagel is onbekend. Een opvallende, weerhaakachtige axostyle bestaande uit microtubuli, bevindt zich tegenover de vier gebundelde flagellen. De axostyle zou mogelijk gebruikt worden voor het hechten aan oppervlakken en zou ook verantwoordelijk zijn voor weefselbeschadiging, zoals die te zien zijn bij infecties met trichomoniasis .
Trichomonas vaginalis heeft vanwege de anaerobe stofwisseling geen mitochondriën. Voor de energiewinning wordt gebruik gemaakt van hydrogenosomen.

## Levenscyclus

Levenscyclus van Trichomonas vaginalis

Trichomonas vaginalis als trofozoït leeft in het onderste deel van het vrouwelijke geslachtsorgaan en de mannelijke urinebuis en prostaat (1), waar het zich vermenigvuldigt door overlangse binaire deling (2). Trichomonas vaginalis wordt bij mensen overgedragen, de enige bekende gastheer, voornamelijk door geslachtsgemeenschap (3). Trichomonas vaginalis kan tot 24 uur overleven in urine, sperma of zelfs in water. De parasiet leeft van bacteriën door hemolyse en fagocytose.

## Genoom
Het gesequencete genoom is in januari 2006 gepubliceerd en bestaat uit ongeveer 160 megabasen. Het bestaat voor ongeveer twee derde uit repeats en springende genen en is groter dan alle tot nu bekende genomen van protisten.